# Дворников, Михаил Юрьевич
Михаи́л Ю́рьевич Дво́рников (род. 10 августа 1989) — российский легкоатлет, специалист по метанию диска. Выступал на профессиональном уровне в 2005—2017 годах, бронзовый призёр чемпионата России, победитель и призёр стартов всероссийского значения, участник Всемирной Универсиады в Кванджу. Представлял Москву и Санкт-Петербург. Мастер спорта России.

## Биография
Михаил Дворников родился 10 августа 1989 года. Проходил подготовку в Академии лёгкой атлетики Санкт-Петербурга под руководством тренеров А. И. Горшкова и А. Я. Боричевского.
Впервые заявил о себе на международном уровне в сезоне 2005 года, когда вошёл в состав российской сборной и выступил на юношеском мировом первенстве в Марракеше, где в зачёте метания диска стал девятым.
В 2006 году в той же дисциплине выиграл серебряную медаль на юношеском международном турнире в Салониках.
В 2007 году получил серебро на юниорском всероссийском первенстве в Сочи, занял четвёртое место на юниорском европейском первенстве в Хенгело.
В 2008 году превзошёл всех соперников на чемпионате России среди юниоров в Чебоксарах, показал пятый результат на чемпионате мира среди юниоров в Быдгоще. По итогам сезона удостоен звания мастера спорта России.
В 2009 году стал серебряным призёром на зимнем молодёжном всероссийском первенстве в Адлере, тогда как на взрослом чемпионате России в Чебоксарах занял в финале 12-е место.
В 2010 году был третьим среди молодёжи на зимнем чемпионате России в Адлере, вторым на молодёжных всероссийских соревнованиях в Адлере, шестым на командном чемпионате России в Сочи, четвёртым на Кубке России в Ерино и на летнем чемпионате России в Саранске.
В 2011 году в молодёжной категории выиграл Мемориал Дмитрия Лунёва и зимний чемпионат России в Адлере, стал девятым на Кубке Европы по зимним метаниям в Софии. Летом взял бронзу на Кубке России в Ерино, победил на молодёжном чемпионате России в Ерино, показал девятый результат на молодёжном чемпионате Европы в Остраве, завоевал бронзовую награду на чемпионате России в Чебоксарах — в финале уступил только Богдану Пищальникову и Глебу Сидорченко.
В 2012 году среди прочего стал бронзовым призёром на зимнем чемпионате России по длинным метаниям в Адлере, на командном чемпионате России в Сочи и на Мемориале Владимира Куца в Москве. При этом на летнем чемпионате России в Чебоксарах занял четвёртое место.
В 2013 году был четвёртым на зимнем чемпионате России в Адлере, шестым на командном чемпионате России в Сочи, пятым на Кубке России в Ерино, седьмым на летнем чемпионате России в Москве.
В 2014 году стал седьмым на зимнем чемпионате России в Адлере, одержал победу на Мемориале Шухевича в Бресте, занял шестое место на командном чемпионате России в Сочи, был лучшим на турнире Юлии Печёнкиной в Ерино, стал бронзовым призёром на Кубке России в Ерино. На летнем чемпионате России в Казани показал пятый результат.
В 2015 году с личным рекордом 61,28	превзошёл всех соперников на Мемориале Лунёва в Адлере, выиграл Гран-при Норвегии, стал шестым на Мемориале Густава Суле в Тарту и на чемпионате России в Чебоксарах. Будучи студентом, представлял страну на Всемирной Универсиаде в Кванджу — здесь метнул диск на 56,20 метра, расположившись в итоговом протоколе соревнований на восьмой строке.
В 2016 году занял четвёртое место на зимнем чемпионате России в Сочи, шестое на Мемориале Знаменских в Жуковском и на летнем чемпионате России в Чебоксарах.
В 2017 году был десятым на зимнем чемпионате России в Адлере, восьмым на командном чемпионате России в Адлере, седьмым на Мемориале Знаменских в Жуковском, восьмым на Кубке России в Ерино, девятым на летнем чемпионате России в Жуковском. По окончании сезона завершил спортивную карьеру.
Окончил Национальный государственный Университет физической культуры, спорта и здоровья имени П. Ф. Лесгафта.